# Helluskeri
Helluskeri är en ö i Finland. Den ligger i Bottenviken och i kommunen Karleby i den ekonomiska regionen  Karleby i landskapet Mellersta Österbotten, i den nordvästra delen av landet. Ön ligger omkring 14 kilometer nordöst om Karleby och omkring 430 kilometer norr om Helsingfors.
Öns area är 10,5 hektar och dess största längd är 0,6 kilometer i sydöst-nordvästlig riktning. I omgivningarna runt Helluskeri växer i huvudsak blandskog.